# Manfredi Alagona
Manfredi Alagona fue un noble del linaje Alagona.
Hijo de Blasco II fue nombrado tutor de su hija María por su hermano  Artale I luego vicario del Reino de Sicilia. También fue regente de la reina María de Sicilia y se puso del lado de la unión de esto con  Giangaleazzo Visconti. De hecho, su actividad a menudo fue influenciada y algunas veces dirigida por su hijo  Artale II.
Sin embargo, la intención de los Alagona de unir el reino siciliano en el contexto italiano a través de los Visconti de Milán fue truncado por el secuestro de la reina por Guillén Ramón de Moncada (23 de enero de 1392) y el posterior matrimonio con  Martín II.
Después de la intervención militar de Martino en Sicilia fue capturado con el segundo hijo de Jacopo. El aragonés también lo utilizará como rehén en un intento de  hacer desistir de sus intenciones a su hijo Artale II.